# Ferzende Kaya
Ferzende Kaya (* 11. Oktober 1978 in Başkale, Van) ist ein kurdischer Journalist und Schriftsteller in der Türkei.

## Leben
Mit dem Journalismus begann er schon während seiner Schulzeit in der Oberstufe. Lange Zeit hat er während des Ausnahmezustandes im Osten der Türkei gearbeitet. Zeitungen, bei denen er gearbeitet hat, sind AA, Politika, Selam, Nokta, Radikal, Yeni Gündem und Turkish Daily News. Er veröffentlichte viele Artikel über die Kurdenproblematik, Menschenrechte und den Nahen Osten.
Daneben arbeitete er als Kritiker und Musikautor. Gegenwärtig hat Kaya noch seine Stelle bei der Newport University in den USA. Kaya ist auch als Biograf tätig. Er schrieb eine Biografie über Ahmet Kaya (Başım Belada), Mehmed Uzun (Uzun Roman) und Abdülmelik Fırat (Mezopotamya Sürgünü) – einen Enkel Scheich Saids.
Neben Zeitungen schrieb Kaya auch in Magazinen wie dem wichtigen Magazin Öküz („Ochse“). Er gründete mit anderen die Magazine Yeni Harman und Hayvan („Tier“). Er war eine Zeitlang Herausgeber der türkisch/kurdischen Zeitschrift Esmer. Nachdem er dort seine Arbeit beendet hatte, widmete er sich einem neuen Magazin namens Multi Kulti, das sich allgemeiner mit den verschiedenen Kulturen der Türkei beschäftigen wird.

## Werke
- Başım Belada. Gam Verlag, Istanbul 2004, ISBN 975-98900-0-3.
- Seri Min Ketiye Belayı. Gam Verlag, Istanbul 2004, ISBN 975-98900-0-3. (Kurdische Übersetzung der Ahmet Kaya Biografie)
- Mezopotamya Sürgünü – Abdülmelik Fırat'ın Yaşamöyküsü. Alfa Verlag, Istanbul 2005, ISBN 975-297-603-4.
- Uzun Roman – Mehmed Uzun Portresi. Alfa Verlag, Istanbul 2007, ISBN 978-975-297-940-6.